# Susanna Blättler
Susanna Blättler (Roma, 10 maggio 1956) è una giornalista e autrice televisiva italiana.

## Biografia
Figlia dell'architetto Hugo Blättler, dopo l'infanzia trascorsa a Hergiswil, in Svizzera, si trasferisce a Roma dove completa i suoi studi. 
I suoi esordi da giornalista risalgono al 1978 sulle pagine de Il Settimanale di Rusconi Editore. 
Negli anni '80 inizia le sue collaborazioni con Solathia, Gente, Gente Money, Europeo, Amica, ma è nel 1988 che riveste il ruolo da caporedattore di Galassia, mensile della Federazione Nazionale della Stampa Italiana. Tra inchieste, articoli e interviste spicca l'incontro con Norberto Bobbio riportata anche nell'Archivio Norberto Bobbio.
Il passaggio nel mondo della televisione avviene nel 1990, voluta da Enrico Mentana a collaborare nel programma Altri particolari in cronaca. 
Collabora successivamente con Rai 2 ad altri programmi di approfondimento giornalistico come Diogene e Detto tra noi, mentre continua il rapporto con la carta stampata scrivendo articoli per Il Tempo, L'Opinione e Il Foglio.
Dopo un'ulteriore esperienza su Rai 3 nel programma Bar Condicio di Paolo Guzzanti, passa a Mediaset dove firma dapprima Regimental e Sali & Tabacchi, entrambi condotti da Pietrangelo Buttafuoco, salvo poi migrare all'intrattenimento con Eroi per Caso condotto da Marco Liorni e Fornelli d'Italia condotto da Davide Mengacci. 
Tra i numerosi programmi realizzati negli ultimi anni, Giorno dopo giorno con Pippo Baudo, A raccontare comincia tu con Raffaella Carrà, Ho qualcosa da dirti con Enrica Bonaccorti e Poco di tanto con Maurizio Battista. Nel 2021 è autrice per la Ballandi della prima edizione italiana del programma Drag Race Italia trasmesso da Discovery+ e Real Time. 
Dal 2018 al 2022 è consulente autorale ed editoriale presso la Ballandi Arts e la Ballandi Multimedia. Dal gennaio all'aprile del 2023 è stata Capo Produzione Televisiva Blue Film. Dal giugno 2024 collabora con la FTM Entertainment di Fatma Ruffini all'ideazione e alla scrittura di format e documentari. 

## Collaborazioni

### Carta stampata
- Il Settimanale
- Solathia
- Galassia
- L'Opinione
- L'Italia Settimanale
- Il Giornale
- Il Foglio
- Ff
- Charta Minuta
- Il futurista
- Caffeina Magazine

### Televisione
- Altri particolari in cronaca
- Tg2 - Diogene
- Detto tra noi
- Bar Condicio
- Regimental
- Sali & Tabacchi
- Eroi per caso
- Giorno dopo giorno
- Fornelli d'Italia
- Tg2 - Costume e Società
- A raccontare comincia tu
- Ho Qualcosa da Dirti
- Poco di Tanto
- Drag Race Italia